# Kościół ewangelicko-augsburski w Nowym Dworze Mazowieckim
Kościół ewangelicko-augsburski w Nowym Dworze Mazowieckim – zburzona w 1970 świątynia luterańska istniejąca od 1835 w Nowym Dworze Mazowieckim przy obecnej ul. Józefa Wybickiego.

## Historia
Pierwszą świątynię ewangelicko-augsburską w Nowym Dworze Mazowieckim wybudowano w 1835. Przy jej wznoszeniu wykorzystano mury budynku ratusza. Nawa kościoła była usytuowana prostopadle (kierunek wschód–zachód) do dzisiejszej ul. Józefa Wybickiego (dawniej ul. Mickiewicza). Świątynia nie posiadała wówczas wieży. Główne wejście prowadziło od strony południowej.
Rozbudowy kościoła dokonano w 1906. Nastąpiło to poprzez dodanie wieży z dzwonnicą po stronie wschodniej, przy ulicy. W wieży umieszczono nowe główne wejście do świątyni.
W latach 30. XX wieku proboszczem parafii ewangelicko-augsburskiej w Nowym Dworze Mazowieckim był ks. Robert Nitschmann, w listopadzie 1939 aresztowany przez niemieckie władze okupacyjne i w 1940 zamordowany w obozie koncentracyjnym w Sachsenhausen.
Okres II wojny światowej kościół przetrwał nieuszkodzony.
W okresie powojennym ze względu na brak dostatecznej liczby wiernych świątynia nie była użytkowana na cele religijne. Niszczyły go częste wylewy rzeki rzeki Narwi. Utworzono w nim magazyn.
Kościół na krótko był wpisany do rejestru zabytków (wpis z 12 kwietnia 1962 pod numerem 674; wykreślenie 2 października 1967). W 1970 został wyburzony.
Teren po świątyni wraz z przyległościami należącymi do parafii ewangelicko-augsburskiej przyłączono do parku im. Józefa Wybickiego. Na jego miejscu wzniesiono muszlę koncertową i plac zabaw dla dzieci (obecnie znajduje się tam amfiteatr).
Podjęto akcję upamiętnienia nowodworskiej parafii ewangelicko-augsburskiej na cmentarzu ewangelickim w tej miejscowości.